# Focusing
Focusing, también conocido como enfoque corporal, es un proceso psicoterapéutico desarrollado por el filósofo y psicoterapeuta Eugene Gendlin. Se puede utilizar en cualquier tipo de situación terapéutica, incluidas sesiones en parejas. Implica mantener una especie de atención abierta y exenta de juicio a un conocimiento interno que se experimenta directamente pero que todavía no se expresa en palabras. El Focusing se puede utilizar, entre otras cosas, para aclarar lo que uno siente o quiere, para obtener nuevos conocimientos sobre una situación personal o para estimular el cambio o la sanación de una situación. El Focusing se distingue de otros métodos de conciencia interior por tres cualidades: algo llamado "sensación sentida", una cualidad de atención comprometida y receptiva y una técnica basada en la investigación que facilita el cambio.

## Origen
En la Universidad de Chicago, a partir de 1953, Eugene Gendlin realizó 15 años de investigaciones analizando qué hacía que la psicoterapia tuviera éxito o fracasara. La conclusión fue que no es la técnica del terapeuta la que determina el éxito de la psicoterapia, sino la forma en que se comporta el paciente y lo que el paciente hace o atiende dentro de sí mismo durante las sesiones de terapia. Gendlin descubrió que, sin excepción, el paciente que obtiene resultados se concentra y atiende intuitivamente dentro de sí mismo a una conciencia corporal interna muy sutil y vaga, o "sensación sentida", que contiene información que, si es atendida o enfocada, tiene la clave para la resolución del problema o asunto sobre el que está experimentando el paciente.
"Focusing" es un proceso y una habilidad de aprendizaje desarrollada por Gendlin que recrea este comportamiento de los pacientes que tienen éxito en sus terapias en una forma que se puede enseñar a otros pacientes. Gendlin detalló las técnicas en su libro Focusing que, destinado a los profanos, está escrito en términos conversacionales y describe los seis pasos de Focusing y cómo realizarlos. Gendlin declaró: "Yo no inventé el Focusing. Simplemente di algunos pasos que ayudan a las personas a encontrar el Focusing".

## "Sensación sentida" y "cambio"
Gendlin dio el nombre de "sensación sentida" a la sensación pre-verbal poco clara de "algo" —el conocimiento interno o la conciencia que no se ha pensado o verbalizado conscientemente— ya que ese "algo" se experimenta en el cuerpo. No es lo mismo que una emoción. Este "algo" que se siente corporalmente puede ser la conciencia de una situación o una vieja herida, o algo que está "llegando", tal vez una idea o una intuición. Crucial para el concepto, tal como lo define Gendlin, es que es una sensación poco clara y vaga, y siempre es más que cualquier intento de expresarlo verbalmente. Gendlin también lo describió como "sentir una complejidad implícita, un sentido holístico de lo que uno está trabajando".
Según Gendlin, el proceso de Focusing hace que una sensación sentida sea más tangible y más fácil de trabajar. Para ayudar a que la sensación sentida se forme e identificar con precisión su significado, la persona que enfoca prueba palabras que podrían expresarlo. Estas palabras se pueden comparar con la sensación sentida: esta no resonará con una palabra o frase que no la describa adecuadamente.
Gendlin observó a clientes, escritores y otras personas en su vida cotidiana ("enfocadores o personas que enfocan") dirigiendo su atención a este conocimiento aún no articulado. A medida que se formaba una sensación sentida, habría largas pausas junto a sonidos como "uh..." Una vez que la persona habría identificado con precisión esta sensación sentida en palabras, vendrían nuevas palabras y nuevas percepciones de la situación. Habría una sensación de movimiento sentido, un "cambio sentido", y la persona comenzaría a ser capaz de moverse más allá del lugar "atascado", teniendo nuevas percepciones y, a veces, también indicaciones de los pasos a seguir.

## Aprender y utilizar Focusing
Uno puede aprender la técnica de Focusing de un formador, practicante o terapeuta formado en Focusing. Focusing es más fácil de sentir y hacer en presencia de un "acompañante", ya sea un formador de Focusing, un terapeuta o un laico entrenado en Focusing. Sin embargo, la práctica se puede realizar solo. El libro de Gendlin detalla los seis pasos de Focusing, sin embargo, enfatiza que la esencia de Focusing no es seguir estos pasos, sino seguir el proceso de la vida. Cuando la persona aprende los conceptos básicos, es capaz de realizar el proceso de forma cada vez más orgánica.
En la actualidad, miles de personas practican Focusing en todo el mundo, tanto en entornos profesionales con trainers o formadores de Focusing como de manera informal entre personas no profesionales. Como proceso independiente, una sesión de Focusing puede durar de aproximadamente 10 minutos a una hora, en promedio, en la que el "enfocador" es escuchado y sus pensamientos y sentimientos verbalizados son reflejados por el "acompañante". Por lo general, aunque no siempre, la persona que enfoca tiene los ojos cerrados para poder concentrarse con mayor precisión en su "sensación sentida" y en los cambios que se producen en ella.

## Desarrollos posteriores
En 1996, Gendlin publicó un libro completo sobre psicoterapia orientada al Focusing. El psicoterapeuta orientado al Focusing atribuye una importancia central a la capacidad del cliente para ser consciente de su "sensación sentida" y el significado detrás de sus palabras o imágenes. Se anima al cliente a percibir sentimientos y significados que aún no se han formado. Otros elementos de Focusing también se incorporan a la práctica de la terapia para que Focusing siga siendo la base del proceso, permitiendo la resonancia interna y la verificación de ideas y sentimientos, y permitiendo que surjan nuevas y frescas percepciones desde el interior del cliente.
Se han desarrollado varias adaptaciones del proceso de enfoque de seis pasos original de Gendlin. El más popular y frecuente de ellos es el proceso que enseña Ann Weiser Cornell, llamado Inner Relationship Focusing o Focusing de relaciones internas.
Otros desarrollos de Focusing incluyen también enfocar usando solo un diario o cuaderno. El dibujo y la pintura se pueden utilizar en procesos de Focusing con niños. El Focusing también se utiliza en otros ámbitos además de la terapia. La atención a la sensación sentida tiene lugar naturalmente en todo tipo de procesos en los que se está formando algo nuevo: por ejemplo, en el proceso creativo, el aprendizaje, el pensamiento y la toma de decisiones.

## Otras lecturas
- Cornell, Ann Weiser (1996). The power of focusing: a practical guide to emotional self-healing. Oakland, CA: New Harbinger Publications. ISBN 157224044X. OCLC 34828579.
- Madison, Greg, ed. (2014). Emerging practice in focusing-oriented psychotherapy: innovative theory and applications. Foreword by Mary Hendricks-Gendlin. London; Philadelphia: Jessica Kingsley Publishers. ISBN 9781849053716. OCLC 866622379.
- Madison, Greg, ed. (2014). Theory and practice of focusing-oriented psychotherapy: beyond the talking cure. Foreword by Eugene Gendlin. London: Jessica Kingsley Publishers. ISBN 9781849053242. OCLC 864418245.